# Gyobang
Gyobang waren de gebouwen waar kisaeng werden opgeleid in Korea ten tijde van de Goryeo- en Joseondynastie. Meisjes werden er opgeleid in muziek en dans en ten tijde van de Joseondynastie deden ze ook dienst als administratieve centra voor de kisaengsociëteit.
Gyobang zijn waarschijnlijk ontstaan in de 10e eeuw. In een document uit de vroeger elfde eeuw staat beschreven dat 1000 kisaeng werden vrijgelaten uit de gyobang tijdens het bewind van Koning Hyeonjong. Dit maakt het aannemelijk dat de gyobang in de tiende eeuw ontstonden met het creëren van de gyobang-klasse.
Toen Korea aan het begin van de 20e eeuw onder Japans bewind kwam, werden de gyobang vervangen door gwonbeon.
Tegenwoordig bestaan er geen gyobang meer, een handjevol afbeeldingen zijn bewaard gebleven.